# Evarcha hyllinella
Evarcha hyllinella là một loài nhện trong họ Salticidae.
Loài này thuộc chi Evarcha. Evarcha hyllinella được Embrik Strand miêu tả năm 1913.